# مراد آيت طاهر
مراد آيت طاهر (1969الجزائر) هو لاعب كرة قدم جزائري.